# Nargesān
Nargesān (persiska: نرگسان) är en ort i Iran.   Den ligger i provinsen Kerman, i den sydöstra delen av landet, 1 100 km sydost om huvudstaden Teheran. Nargesān ligger 1 351 meter över havet och antalet invånare är 256.
Terrängen runt Nargesān är kuperad åt sydväst, men åt nordost är den bergig. Runt Nargesān är det glesbefolkat, med 12 invånare per kvadratkilometer. Närmaste större samhälle är Kalejak-e ‘Olyā, 6,8 km väster om Nargesān. Trakten runt Nargesān består i huvudsak av gräsmarker.